# جيمس دوغلاس (مؤرخ)
جيمس دوغلاس هو جيولوجي ومهندس ومؤرخ كندي، ولد في 4 نوفمبر 1837 في مدينة كيبك في كندا، وتوفي في 30 يونيو 1918 في مانهاتن في الولايات المتحدة.

## وصلات خارجية
- جيمس دوغلاس على موقع الموسوعة البريطانية (الإنجليزية)